# Olga Sosnovska
Olga Sosnovska  (* 21. Mai 1972 in Wieluń, Polen) ist eine britisch-US-amerikanische Schauspielerin.

## Leben
Sosnovskas polnische Eltern wanderten in ihrer Kindheit in die USA aus. Nach ihrer Schulzeit begann sie eine Schauspielausbildung. Sosnovska ist insbesondere für ihre Rolle als Lena Kundera in der US-Seifenoper All My Children bekannt. Ihr Verhältnis mit Bianca Montgomery, dargestellt von Schauspielkollegin Eden Riegel, und ein daraus resultierender Kuss schrieben US-amerikanische Fernsehgeschichte.
In Großbritannien war Sosnovska in den Staffeln 3 und 4 der Serie Spooks – Im Visier des MI5 als Fiona Carter zu sehen. Die Serie verließ sie, als sie 2005 mit ihrem ersten Kind schwanger war. 2007 spielte Sosnovska den Charakter Debbie in Ocean’s 13. In einer Nebenrolle war sie in der dritten Staffel der Fernsehserie Heroes vertreten.
Sosnovska ist mit dem Schauspieler Sendhil Ramamurthy verheiratet. Das Paar hat eine Tochter.

## Filmografie (Auswahl)
- 2000: Jason und der Kampf um das Goldene Vlies (Jason and the Argonauts, Fernsehfilm)
- 2002–2004: All My Children (Fernsehserie, 21 Folgen)
- 2004–2005: Spooks – Im Visier des MI5 (Spooks, Fernsehserie, 11 Folgen)
- 2007: Ocean’s 13 (Ocean’s Thirteen)
- 2008: Heroes (Fernsehserie, Folge 3x03)